# U-613 (tàu ngầm Đức)
U-613 là một tàu ngầm tấn công  Lớp Type VII thuộc phân lớp Type VIIC được Hải quân Đức Quốc Xã chế tạo trong Chiến tranh Thế giới thứ hai. Nhập biên chế năm 1942, nó đã thực hiện được bốn chuyến tuần tra và đánh chìm được hai tàu buôn với tổng tải trọng 8.087 GRT. Trong chuyến tuần tra cuối cùng, U-613 bị tàu khu trục USS George E. Badger của Hải quân Hoa Kỳ thả mìn sâu đánh chìm trong Đại Tây Dương về phía Nam quần đảo Azores vào ngày 23 tháng 7, 1943.

## Thiết kế và chế tạo

### Thiết kế

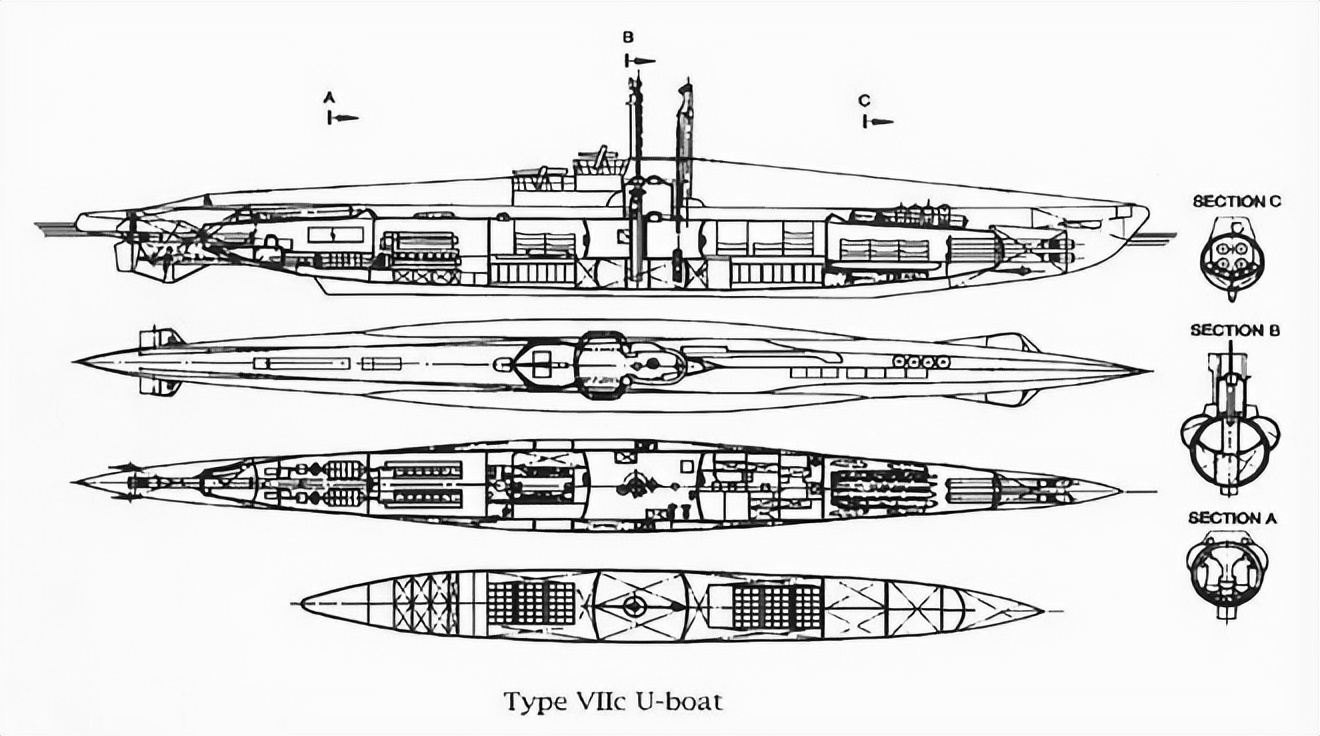
Sơ đồ các mặt cắt một tàu ngầm Type VIIC

Phân lớp VIIC của Tàu ngầm Type VII là một phiên bản VIIB được kéo dài thêm. Chúng có trọng lượng choán nước 769 t (757 tấn Anh) khi nổi và 871 t (857 tấn Anh) khi lặn). Con tàu có chiều dài chung 67,10 m (220 ft 2 in), lớp vỏ trong chịu áp lực dài 50,50 m (165 ft 8 in), mạn tàu rộng 6,20 m (20 ft 4 in), chiều cao 9,60 m (31 ft 6 in) và mớn nước 4,74 m (15 ft 7 in).
Chúng trang bị hai động cơ diesel Germaniawerft F46 siêu tăng áp 6-xy lanh 4 thì, tổng công suất 2.800–3.200 PS (2.100–2.400 kW; 2.800–3.200 bhp), dẫn động hai trục chân vịt đường kính 1,23 m (4,0 ft), cho phép đạt tốc độ tối đa 17,7 kn (32,8 km/h), và tầm hoạt động tối đa 8.500 nmi (15.700 km) khi đi tốc độ đường trường 10 kn (19 km/h). Khi đi ngầm dưới nước, chúng sử dụng hai động cơ/máy phát điện Garbe, Lahmeyer & Co. RP 137/c  tổng công suất 750 PS (550 kW; 740 shp). Tốc độ tối đa khi lặn là 7,6 kn (14,1 km/h), và tầm hoạt động 80 nmi (150 km) ở tốc độ 4 kn (7,4 km/h). Con tàu có khả năng lặn sâu đến 230 m (750 ft).
Vũ khí trang bị có năm ống phóng ngư lôi 53,3 cm (21 in), bao gồm bốn ống trước mũi và một ống phía đuôi, và mang theo tổng cộng 14 quả ngư lôi, hoặc tối đa 22 quả thủy lôi TMA, hoặc 33 quả TMB. Tàu ngầm Type VIIC bố trí một hải pháo 8,8 cm SK C/35 cùng một pháo phòng không 2 cm (0,79 in) trên boong tàu. Thủy thủ đoàn bao gồm 4 sĩ quan và 40-56 thủy thủ.

### Chế tạo
U-613 được đặt hàng vào ngày 15 tháng 8, 1940, và được đặt lườn tại xưởng tàu của hãng Blohm & Voss ở Hamburg vào ngày 6 tháng 5, 1941. Nó được hạ thủy vào ngày 29 tháng 1, 1942, và nhập biên chế cùng Hải quân Đức Quốc Xã vào ngày 12 tháng 3, 1942 dưới quyền chỉ huy của Hạm trưởng, Đại úy Hải quân Helmut Köppe.

## Lịch sử hoạt động

### 1942
Sau khi hoàn tất việc huấn luyện trong thành phần Chi hạm đội U-boat 8, U-613 được điều sang Chi hạm đội U-boat 3 từ ngày 1 tháng 11, 1942 để hoạt động trên tuyến đầu cho đến khi bị mất.

#### Chuyến tuần tra thứ nhất
U-613 khởi hành từ cảng Kiel, Đức vào ngày 22 tháng 10, 1942 cho chuyến tuần tra đầu tiên trong chiến tranh. Nó tiến ra Bắc Hải, rồi băng qua khe GI-UK giữa quần đảo Faroe và Iceland để vòng qua quần đảo Anh và hoạt động tại khu vực Trung tâm Bắc Đại Tây Dương. Tại đây vào ngày 7 tháng 11, nó đã tấn công và đánh chìm chiếc tàu buôn Anh Roxby 4.252 GRT, vốn bị tách rời khỏi Đoàn tàu ON-142, ở vị trí khoảng 640 nmi (1.190 km) về phía Bắc quần đảo Azores. Sau đó ở lối ra vào phía Tây của eo biển Gibraltar vào ngày 17 tháng 11, chiếc tàu ngầm bị một máy bay ném bom Lockheed Hudson thuộc Liên đội 608 Không quân Hoàng gia Anh tấn công, và bị hư hại nặng. Nó được các tàu U-boat khác trợ giúp để có thể quay trở về căn cứ La Pallice tại La Rochelle, bên bờ Đại Tây Dương của Pháp đã bị Đức chiếm đóng, đến nơi vào ngày 27 tháng 11.

### 1943

#### Chuyến tuần tra thứ hai
Trong chuyến tuần tra tiếp theo, U-613 xuất phát từ La Pallice vào ngày 9 tháng 1, 1943 để hoạt động trong vùng biển Bắc Đại Tây Dương về phía Đông Nam Greenland. Nó không đánh chìm được mục tiêu nào, và đã quay về cảng Brest, cùng bên bờ Đại Tây Dương của Pháp, vào ngày 18 tháng 2.

#### Chuyến tuần tra thứ ba
U-613 xuất phát từ Brest vào ngày 23 tháng 3 cho chuyến tuần tra thứ ba, và đã hoạt động trong vùng biển Bắc Đại Tây Dương về phía Đông Newfoundland, Canada. Vào ngày 11 tháng 4, nó phóng ngư lôi đánh chìm chiếc tàu buôn Na Uy Ingerfire3.835 GRT thuộc Đoàn tàu ONS-2, ở vị trí khoảng 400 nmi (740 km) về phía Đông Newfoundland. Chiếc U-boat quay trở về cảng La Pallice vào ngày 6 tháng 5.

#### Chuyến tuần tra thứ tư – Bị mất
U-613 khởi hành từ La Pallice vào ngày 10 tháng 7 cho chuyến tuần tra thứ tư, cũng là chuyến cuối cùng, để hoạt động trong Đại Tây Dương ở lối ra vào phía Tây của eo biển Gibraltar. Đến ngày 23 tháng 7, nó bị tàu khu trục USS George E. Badger của Hải quân Hoa Kỳ thả mìn sâu đánh chìm ở vị trí về phía Nam quần đảo Azores, tại tọa độ 35°32′B 28°36′T / 35,533°B 28,6°T. Toàn bộ 48 thành viên thủy thủ đoàn của U-613 đều đã tử trận.

### "Bầy sói" tham gia
U-613 từng tham gia sáu bầy sói:
- Natter (2 – 8 tháng 11, 1942)
- Westwall (8 – 18 tháng 11, 1942)
- Habicht (10 – 19 tháng 1, 1943)
- Haudegen (19 tháng 1, – 9 tháng 2, 1943)
- Adler (7 – 13 tháng 4, 1943)
- Meise (13 – 25 tháng 4, 1943)

### Tóm tắt chiến công
U-613 đã đánh chìm được hai tàu buôn tổng tải trọng 8.087 GRT:
| Ngày             | Tên tàu   | Quốc tịch      | Tải trọng | Số phận      |
| ---------------- | --------- | -------------- | --------- | ------------ |
| 7 tháng 11, 1942 | Roxby     | United Kingdom | 4.252     | Bị đánh chìm |
| 11 tháng 4, 1943 | Ingerfire | Norway         | 3.835     | Bị đánh chìm |